# Локо, Мануэл Антониу Канже
Мануэль Арминдо Морайс Канже (порт. Manuel Armindo Morais Cange; 25 декабря 1984, Луанда), известный как Локо (Locó) — ангольский футболист, игравший на позиции защитника.

## Биография
Мануэль Канже начал карьеру футболиста в 19 лет. Через два года Локо попал в национальную сборную Анголы, за которую выступал с 2005 по 2009 год. В составе сборной принимал участие в чемпионате мира 2006 года и двух розыгрышах Кубка африканских наций: 2006 и 2008 года.

## Достижения
- Победитель Жирабола — 2 (2006, 2009)
- Обладатель Кубка Анголы — 1 (2006)